# Огилви, Дэвид, 13-й граф Эйрли
Дэвид Джордж Кок Патрик Огилви, 8-й (13-й) граф Эйрли (англ. David George Coke Patrick Ogilvy, 8th (or 13th) Earl of Airlie; 17 мая 1926 — 26 июня 2023) — шотландский пэр и придворный.

## Происхождение и образование
Родился 17 мая 1926 года. Старший сын Дэвида Огилви, 12-го графа Эйрли (1893—1968), и леди Александры Кок (? — 1984), дочери Томаса Кока, 3-го графа Лестера. Его младшим братом был сэр Ангус Огилви (1928—2004), муж принцессы Александры Кентской. Он служил пажом своего отца на коронации короля Георга VI и королевы Елизаветы в Вестминстерском аббатстве 12 мая 1937 года. С королевой Елизаветой II, по состоянию на сентябрь 2018 год, он является одним из последних выживших участников коронации 1937 года.
Родился в Вестминстере, получил образование в Итоне и служил в шотландской гвардии во время Второй мировой войны. В 1946 году он был назначен адъютантом главнокомандующего и Верховным комиссаром в Австрии. Он оставался в армии до 1950 года, когда уехал учиться в Королевский сельскохозяйственный колледж в Сайренсестере, чтобы узнать больше об управлении недвижимостью. В настоящее время он содержит два дома на семейном участке площадью 69 000 акров (280 км2) в Ангусе: замок Кортачи и замок Эйрли. У него также есть дом в Челси, Лондон.

## Банкир
Впоследствии Дэвид Огилви занялся коммерческим банкингом, присоединившись к Дж. Генри Шредеру в 1953 году. Он был назначен директором компании в 1961 году, а председателем Henry Schroder Wagg & Co в 1973 году, а затем Schroders с 1977 года. в 1984 году лорд Эйрли вышел из Schroders, заняв должность лорда-камергера, когда он был приведён к присяге Тайного совета и назначен кавалером Королевского Викторианского ордена.
Лорд Эйрли как лорд Чемберлен инициировал изменения в начале 1990-х годов под эгидой «The Way Ahead Group». В соответствии с этими планами королева согласилась платить налог, началась большая прозрачность государственных субсидий монархии и начался больший акцент на связи с общественностью.
Он был сделан рыцарем Чертополоха в 1985 году. Через два года после этого он стал председателем General Accident Fire and Life Assurance plc.
Он пошел по стопам своего покойного отца, который служил лордом-камергером королевы Елизаветы-матери. Он оставался на этом посту до 1997 года.
Лорд Эйрли также служил лордом-лейтенантом Ангуса в Шотландии и генерал-капитаном Королевской роты лучников и Золотой палки для Шотландии. Он также был канцлером-основателем Университета Абертей Данди (1994—2009). В 1998 году лейбористское правительство попросило его остаться в качестве лорда в ожидании.
Родовым домом лорда Эйрли в Тейсайде является замок Кортачи недалеко от древнего города Кирримьюр, Ангус. 13 ноября 2007 года его попросили стать канцлером ордена Чертополоха. Его жена, графиня Эйрли, была фрейлиной королевы Елизаветы II. Его бабушка, Мэбелл Огилви, графиня Эйрли (1866—1956), была фрейлиной, а затем придворной дамой королевы Марии.

## Семья
23 октября 1952 года Дэвид Огилви женился на Вирджинии Райан (9 февраля 1933—16 августа 2024), дочери Джона Барри Райана-Младшего и Маргарет Кан. Свадьба состоялась в церкви Святой Маргариты в Вестминстере в присутствии королевы Елизаветы-матери и принцессы Маргарет.
У них шестеро детей:
- Леди Дун Мэбелл Огилви  (род. 13 августа 1953). 16 апреля 1977 года она вышла замуж за сэра Хереварда Чарльза Уэйка, 15-го баронета (род. 1952). У них было четверо детей, и они развелись в июле 1995 года.
- Леди Джейн Форчун Маргарет Огилви  (род. 24 июня 1955). 30 августа 1980 года она вышла замуж за Франсуа Найрака (? — 2016). У пары есть две дочери.
- Дэвид Джон Огилви, лорд Огилви  (род. 9 марта 1958). В 1981 году его первой женой стала достопочтенная Джеральдина Хармсворт (род. 1957), дочь Вира Хармсворта, 3-го виконта Ротермира. До развода в 1990 году у них была дочь Августа Огили (род. 1981). Вторым браком, в 1991 году лорд Огилви женился на Тарке Кингс, с которой у него трое сыновей; Дэвид Хаксли Огилви, мастер Огилви (род. 1991), Джозеф Огилви (род. 1995) и Майкл Огилви (род. 1997).
- Достопочтенный Брюс Патрик Марк Огилви  (род. 7 апреля 1959)
- Леди Элизабет Клементина Огилви  (род. 4 июня 1965); замужем за Джонатаном Бэрингом (род. 1965), с которым у неё есть сын.
- Достопочтенный Патрик Александр Огилви  (род. 24 марта 1971)

Граф Эйрли является получателем Королевской Викторианской цепи. В ноябре 2007 года Букингемский дворец объявил, что лорд Эйрли назначен канцлером Ордена Чертополоха после смерти предыдущего канцлера, герцога Баклю . В конце 2009 года лорд Эйрли объявил, что он и его жена уходят в отставку. Его сын рассматривал будущее замка Кортачи, семейного дома на протяжении более 500 лет.

## В популярной культуре
Граф Эйрли был изображен актером Дугласом Рейтом в фильме 2006 года «Королева» в качестве лорда-камергера, планирующего похороны Дианы, принцессы Уэльской.